# Di-hidropirano
Di-hidropirano é um composto heterocíclico com a fórmula C5H8O. O anel não aromático de seis membros possui cinco átomos de carbono e um átomo de oxigênio. Contém uma ligação dupla. Há dois isômeros de di-hidropirano que diferem pela locação da ligação dupla. 3,4-Di-hidro-2H-pirano tem uma ligação dupla na posição 5; 3,6-di-hidro-2H-pirano tem a ligação dupla na posição 4.

## Nomenclatura
Na nomenclatura da IUPAC, "di-hidro" (dihydro) refere-se aos dois átomos de hidrogénio adicionados necessários para remover uma ligação dupla do composto pirano original. Os números na frente do prefixo indicam a posição dos átomos de hidrogênio adicionados.
A maiúscula em itálico H denota o "hidrogênio indicado", que é um segundo átomo de hidrogênio presente no local onde não está presente nenhuma ligação dupla. O hidrogênio indicado é colocado logo na frente do hidreto principal (pirano).
Note-se que os números de posição dos membros do anel aqui não seguem a posição das ligações duplas. Se também a segunda ligação dupla for removida por mais dois átomos de hidrogênio, teremos tetraidropirano, ou oxano.

## 3,4-di-hidropirano
3,4-di-hidropirano, também conhecido como 2,3-di-hidropirano, é usado como grupo protetor na síntese de diversas substâncias.

### Preparação
Di-hidropirano é preparado pela desidratação de álcool tetraidrofurfurílico (THFA, tetrahydrofurfuryl alcohol) sobre alumina a 300–400 °C.

### Reações
Em síntese orgânica, o grupo 2-tetraidropiranilo é usado como um grupo protetor para álcoois. Reação do álcool com di-hidropirano forma um éter tetraidropiranílico, protegendo o álcool de uma variedade de reações. O álcool pode posteriormente ser restaurado facilmente por hidrólise ácida com formação de 5-hidroxipentanal.